# Musica e speranza
Musica e speranza è il trentesimo album inciso da Gigi Finizio, pubblicato nel 2006.

## Descrizione
La canzone che dà il titolo al lavoro viene presentata al Festival di Sanremo, interpretata dall'artista insieme a dei ragazzi provenienti da Scampia (periferia di Napoli), i cosiddetti "Ragazzi di Scampia".
Oltre al singolo suddetto hanno avuto successo le canzoni Musa,scritta con Luca SEPE, Fammi riprovare con il remix fatto da Mr.Hyde, La magia del vento,eseguita in collaborazione con la cantante argentina Marcela Moreno (anche stavolta scritta da Luca Sepe) e alcuni brani già incisi in passato come Lo specchio dei pensieri e Occasioni.

## Tracce
1. Musica e speranza
2. Come stai
3. Musa
4. Gli amori veri
5. Fammi riprovare rmx (feat. Mr.Hyde)
6. Giorni di parole
7. La magia del vento
8. Se ci penso
9. Ma questo amore
10. Prima di tutto
11. Occasioni
12. Lo specchio dei pensieri
13. Solo lei

## Formazione
- Gigi Finizio - voce
- Paolo Delvecchio - bouzouki, chitarra acustica, chitarra elettrica
- Cesare Chiodo - basso
- Maurizio Fiordiliso - chitarra
- Franco Giacoia - chitarra acustica
- Alfredo Paixao - basso
- Lele Melotti - batteria
- Adriano Pennino - tastiera, pianoforte
- Toti Panzanelli - chitarra
- Karl Potter - percussioni
- Ernesto Vitolo - pianoforte
- Roberto Schiano - trombone
- Luca Velletri - cori
- Claudia Arvati - cori
- Rossella Ruini - cori
- Fabrizio Palma - cori